# 马丁娜·伯斯勒
马丁娜·伯斯勒（德語：Martina Boesler，1957年6月18日—），德国女子赛艇运动员。她曾代表东德参加1980年夏季奥林匹克运动会赛艇比赛，获得女子八人单桨有舵手金牌。